# Phytholaema herrmanni
Phytholaema herrmanni är en skalbaggsart som beskrevs av Germain 1901. Phytholaema herrmanni ingår i släktet Phytholaema och familjen Melolonthidae. Utöver nominatformen finns också underarten P. h. pallida.